# Hans-Peter Müller (Theologe)
Hans-Peter Müller (* 21. Februar 1934 in Berlin; † 18. Oktober 2004) war ein deutscher protestantischer Theologe (Alttestamentler und Religionshistoriker).
Von 1953 bis 1957 studierte er Theologie, Orientalistik und Philosophie in Berlin und Basel. Prägende Lehrer waren die Alttestamentler Claus Westermann und Walter Baumgartner, der Systematiker Karl Barth, der Gräzist Hildebrecht Hommel, der Philosoph Karl Jaspers sowie später der Altorientalist Wolfram von Soden. Von 1957 bis 1964 war er zunächst Vikar und dann Pfarrer in Berlin, promovierte 1963 bei Claus Westermann in Heidelberg und habilitierte sich 1967 in Münster.
1978 übernahm Müller eine Professur für Altes Testament und spätisraelitische Religionsgeschichte in Hamburg, 1983 in Münster für Altes Testament einschließlich nordwestsemitische Literaturen (später umgewandelt in: Altes Testament und Religionsgeschichte). 1999 wurde er in Münster emeritiert.
Der Lehrstuhl blieb zunächst vakant und wurde kommissarisch von den Kollegen Rainer Albertz und Karl-Friedrich Pohlmann (1941–2023) verwaltet. Müller selbst blieb bis zu seinem Tod der Fakultät institutionell und durch vielfältige interdisziplinäre Zusammenarbeit verbunden, u. a. als Projektleiter im SFB 493 („Funktionen von Religion in antiken Gesellschaften des Vorderen Orients“) in den Jahren 2000–2003 (Projekt: „Regionale Differenzierung der phönizischen, punischen und altaraämischen Religion“). Erst im Jahr 2006 wurde der Alttestamentler Reinhard Achenbach (* 1957) als Nachfolger der Professoren Müller und Pohlmann berufen. Auch das 2009 eingerichtete Seminar für Religionswissenschaft und interkulturelle Theologie, das von Perry Schmidt-Leukel geleitet wird, steht – wenn auch indirekt – in der Nachfolge seiner Forschungstätigkeit.
1996 wurde Müller für seinen Dialog mit den Naturwissenschaften in die New York Academy of Sciences aufgenommen.

## Werke (Auswahl)
- Ursprünge und Strukturen alttestamentlicher Eschatologie (Beihefte zur Zeitschrift für die alttestamentliche Wissenschaft 109), Berlin 1969
- Das Hiobproblem. Seine Stellung und Entstehung im Alten Orient und im Alten Testament  (Erträge der Forschung 84), Darmstadt 1978
- Wege zur hebräischen Bibel. Denken – Sprache – Kultur. In Memoriam Hans-Peter Müller (FRLANT 228), hg.v. Armin Lange/K.F.Diethard Römheld, Göttingen 2009